# Diamanten-Jim
Diamanten-Jim ist eine US-amerikanische Filmbiografie aus dem Jahr 1935 von A. Edward Sutherland über den extravaganten Millionär James Buchanan Brady. Die Titelrolle übernahm Edward Arnold, Binnie Barnes spielte seine Geliebte, die Sängerin Lillian Russell. Der Film wurde von Universal Pictures produziert und basiert auf dem Roman Diamond Jim von Parker Morrell.

## Handlung
James Brady verliert seine Eltern schon in jungen Jahren. Mit Anfang 30 arbeitet er als Page an der Eisenbahnstation Spuyten Duyvil in New York. Er liest ein Stellenangebot als Geschäftsmann und leiht sich bei einem Pfandleiher einen Anzug. Der Pfandleiher überzeugt ihn, dazu auch einen Diamanten zu leihen, auch wenn er damit James (Jim) zum Vorstellungsgespräch begleiten muss. Die Schlange der Bewerber veranlasst Jim, sich Zutritt durch den Personaleingang zu verschaffen.
Moore, der die Stelle vergeben will, ist beeindruckt von Jims Fachwissen und Mut und stellt ihn ein. Schnell wird Jim zu einer Spitzenkraft und muss viel per Eisenbahn reisen. Auf einer dieser Reisen lernt er den britischen Handlungsreisenden Sampson Fox kennen, den er vor Verlusten durch einen Falschspieler schützt. Fox ist erfolglos damit beschäftigt, eine eisenbahntechnische Innovation, den Undertruck, zu verkaufen. Jim erkennt das Potential des Gerätes und verkauft es dann in Kommission.
Jim ist in Emma Perry verliebt. Da er nun erfolgreich ist, macht er ihr einen Heiratsantrag. Zu seiner Enttäuschung erkennt er, dass Emma schon vergeben ist. Jim baut nun mit aller Kraft das Unternehmen Brady-Fox Co. auf. Der Erfolg ist so groß, dass sich Jim Schmuck speziell anpassen lässt. Sein erster Auftritt mit dem Schmuck in einem Restaurant lässt die Leute gaffen. Ein Kellner schlägt für ihn den Spitznamen Diamond-Jim vor. Jim bestellt ein üppiges Mahl und lauscht der Darbietung einer britischen Sängerin. Jim sendet ihr Rosen und lässt es sich nicht nehmen, sie bekannt zu machen.
Nellie Leonards Auftritte werden erfolgreicher, sie nimmt den Künstlernamen Lillian Russell an. Lillian ist mit dem Geschäftsmann Jerry Richardson liiert, der sich jedoch bald von ihr trennt. Jim lernt auf einer Party Jane Matthews kennen, die eine große Ähnlichkeit mit Emma hat. Sie verlieben sich ineinander und wollen heiraten. Doch am Vorabend der Hochzeit betrinkt sich Jim zum ersten Mal in seinem Leben und verdächtigt Jane der Untreue mit dem Bankier Briggs. Die Hochzeit wird abgesagt, Jane und Jim bleiben Freunde.
Mit der Zeit verlieben sich Jane und Jerry, wollen es aber Jim nicht sagen. Jim erleidet bei einem Börsencrash hohe Verluste, entwickelt aber zur gleichen Zeit einen Stahlwaggon zum Schutz für Passagiere oder Fracht. Bei einer öffentlichen Vorführung lässt sich Jim in einem der Waggons festbinden. Der Stahlwaggon soll mit einem Waggon aus Holz kollidieren und somit die Sicherheit von Jims Neuerung beweisen. Die besorgte Jane steigt in den Waggon, um Jim herauszuholen, wird jedoch von ihm ebenfalls festgebunden. Jim schlägt sich bei der Kollision den Kopf an und wird bewusstlos, während Jane unverletzt und der Waggon unbeschädigt bleiben.
Jim verbringt ein Jahr mit der Erholung von den Folgen seiner Verletzung. Er arbeitet währenddessen an einem neuen Waggon. Nach seiner Entlassung aus dem Krankenhaus plant er eine Europareise mit Lillian und Jerry. Er hofft, Jane doch noch heiraten zu können, doch diesmal klären ihn Jane und Jerry über ihre Beziehung auf. Zwar ist Jim erschüttert, doch nun macht er Lillian einen Antrag. Die nimmt seinen Antrag ebenfalls nicht an, was Jim veranlasst, zurück in die USA zu kehren. Er weiß, dass Völlerei ihn töten kann und plant, sich zu Tode zu essen und bestellt ein reichhaltiges Bankett. Nachdem er sein Leben hat Revue passieren lassen, begleicht er alle seine ausstehenden Verbindlichkeiten und setzt sich an den gedeckten Tisch.

## Produktion
Gedreht wurde der Film vom 3. April bis zum 20. Mai 1935 in San Luis Obispo und in den Universal-Studios in Universal City.

## Stab und Besetzung
Charles D. Hall war der Art Director, Vera West, Larry Judge und Ed Ware die Kostümbildner. Constantin Bakaleinikoff war der Dirigent des Universal-Orchesters. Gilbert Kurland war für den Ton verantwortlich, John P. Fulton für die Spezialeffekte.
In kleinen nicht im Abspann erwähnten Nebenrollen traten Irving Bacon, Eddie Collins, George DeNormand, Kay Deslys, Otis Harlan, Dell Henderson, Arthur Housman, Ralph Lewis, Eily Malyon, Francis McDonald, Greta Meyer, Cyril Ring und Dorothy Vernon auf.
Fünf Jahre später spielte Edward Arnold in der Filmbiografie Lillian Russell erneut die Rolle des Jim Brady.

## Veröffentlichung
Die Premiere des Films fand am 2. September 1935 statt. In der Bundesrepublik Deutschland wurde er am 29. November 1977 im deutschen Fernsehen ausgestrahlt. In Österreich erschien er unter dem Titel Brillanten – sonst nichts!.

## Kritiken
Das Lexikon des internationalen Films schrieb: „In der Hauptrolle gut gespielte, aber enttäuschend inszenierte märchenhafte Lebensgeschichte von Jim Brady.“
Andre Sennwald schrieb in der The New York Times, der Film füge notwendigen Glamour in Bradys Karriere ein. Die sei jedoch unglücklich, der Film leide unter den wissentlich falschen Erfindungen der Drehbuchautoren und gewissen frommen Abneigungen, die ganze Wahrheit zu erzählen.